# 鳴門教育大學
鸣门教育大学（日语：鳴門教育大学，Naruto University of Education ），是位于德岛县鸣门市大毛岛的日本国立大学。該校是一所培养教师的单科大学。1981年成立，简称鸣教大。

## 概要
鸣门教育大学是1981年，由德岛大学教育学部划分并开设的。目前，只设置了一个学部，一个研究科。它是一个推进有关学校教育理论与实践的单科教育大学。大学院(相当于中国的研究生院)主要以在职教师为教学对象，学部(相当于中国的本科教育)以小学教育专业和中学教育专业为主。就学校招生名额而言，院生(相当于中国的研究生)多于学部生(相当于中国的本科生)。院生中有大约1/4是在职教师。教员就业率在2010年,2011年和2012年分别以78.3%,77.9%和80%连续三年在全日本44个国立师范类大学・学院中夺得第一。学校宣传口号为“教育第一名刹”，因为四國八十八箇所的第一所灵山寺位于学校所在的鸣门市。

## 沿革
- 1978年11月1日
  - 德岛大学创立"鸣门教育大学创设筹备办公室"。
- 1981年10月1日
  - 开学，设置学校教育学部初等教员养成课程。
- 1984年4月1日
  - 设立大学院硕士研究生课程（'学校教育专业群（人文教育基础专业、教育管理专业、教育方法专业、学生指导专业、幼儿教育专业）、科目・领域教育专业群（语言系、社会系））。
- 1985年4月1日
  - 在科目・领域教育系中增设自然学。
- 1986年4月1日
  - 学校教育专业群中增设残障儿童教育。科目・领域教育专业群中增设艺术系，生活健康系。
- 1986年4月22日
  - 设置鸣门教育大学附属小学，附属中学，附属幼儿园，附属护理学校。
- 1987年4月1日
  - 学部课程专业群中增设中学教员养成课程。
- 1996年4月9日
  - 参与兵库教育大学联合大学院博士教育。
- 2000年4月1日
  - 合并初等教师养成教育课程和中学教师养成教育课程为学校教员养成教育课程。
- 2001年4月1日
  - 学校教育专业群中增设综合学习开发专业。
- 2004年4月1日
  - 根据日本国立大学法人法（2003年法律第112号）规定，国立大学法人鸣门教育大学成立。
- 2007年4月1日
  - 残障儿童教育专业改名特别支援教育专业。教育实践专业改名为教育心理学专业。
- 2008年4月1日
  - 废除学校教育专业、特别支援教育和科目・领域教育。设立 学校教育研究科 人文教育专业、特别支援教育专业、科目・领域教育、学校教育实践专业，并对其下专业细分，具体请参照http://www.naruto-u.ac.jp/schools/02/003.html （页面存档备份，存于） 。

## 学校结构

### 本科教育
- 学校教育学部
  - 幼儿教育专修
  - 小学教育专修
    - 学校教育
    - 日语教育
    - 英语教育
    - 社会科教育
    - 算数教育
    - 理科教育
    - 音乐教育
    - 图画教育
    - 体育教育
    - 技术教育
    - 家庭科教育

  - 中学校教育専修
    - 日语教育
    - 英语教育
    - 社会教育
    - 数学教育
    - 理科教育
    - 音乐教育
    - 美术教育
    - 体育教育
    - 技术教育
    - 家庭科教育

  - 残障儿童専修

### 研究生教育
- 学校教育研究科（硕士课程）
  - 人文教育专攻
    - 人类发展
    - 幼儿发育支援
    - 现代教育课题综合
    - 临床心理学

  - 特别支援专攻
  - 科目・领域专攻
    - 语言系（日语）（包含日本语教育。）
    - 语言系（英语）
    - 社会系
    - 自然系（数学）
    - 自然系（理科）
    - 艺术系（音乐）
    - 艺术系（美术）
    - 生活・健康系（保健体育）
    - 生活・健康系（技术・工业・信息）
    - 生活・健康系（家庭）
    - 国际教育
- 学校教育研究科（专门职学位课程）
  - 高度学校教育实践
    - 学校・学级管理
    - 学校临床实践
    - 课程实践・课程开发
    - 特别教员养成

### 联合大学院
参与兵库教育大学联合大学院(兵库教育大学，上越教育大学・冈山大学,鸣门教育大学)博士共同培养计划。

### 附属机关
- 附属图书馆
  - 附属图书馆
  - 儿童图书室
- 各种中心
  - 地域协作中心
  - 实用教育研究指导中心
  - 高级信息研究教育中心
  - 小学英语教育中心
  - 教员教育国际协作中心
  - 灾害预防教育研究中心
  - 心理健康教育研究中心

#### 附属图书馆
- 在阅览室里、设置了德岛县特有的四国遍路和阿波文化相关的区。
- 作为该大学的特色，图书馆拥有儿童图书室，对当地市民和小朋友们免费开放，慢慢的成为了学生志愿者幼儿实践教育的场所。

### 附属学校
1986年4月22日，根据国立学校设置法施行令的部分修改，徳岛大学的附属学校移交给鸣门教育大学管理。
- 附属幼儿园
- 附属小学校
- 附属中学校
- 附属护理学校

## 关连学校

### 合作办学
- 上越教育大学
- 兵库教育大学
- 冈山大学

### 国际交流
- 美国
  - 普吉特海湾大学（1995年）
  - 北卡罗来纳大学教堂山分校（2006年）
- - 京仁教育大学（1995年）
  - 釜山大学（1999年）
- 中国
  - 南开大学（1996年）
  - 青岛大学（2000年）
  - 北京师范大学（2004年）
- 德国
  - 吕内堡大学（1997年）
- 泰國
  - 诗纳卡宁威洛大学（2003年）
  - 孔敬大学（2006年）
- 南非
  - 比勒陀利亚大学（2002年）
- 臺灣
  - 臺北市立大學（2010年）